# Liste von Rebsorten/M
Legende, Erläuterungen und Quellen: Siehe Hauptartikel!
Hinweise zu Änderungen bzw. Ergänzungen siehe Diskussion.
| Rebsorte - wichtige Synonyme | VIVC | Bild | Verw.       | H.  | Spe.  | Abstammung                                                   | Zü.J. | ha 2016 | Anbauländer |
| --- | ---- | ---- | ----------- | --- | ----- | ------------------------------------------------------------ | ----- | ------- | --- |
| Maceratino |      |      | WWT         | ITA | V.Vi. |                                                              |       | 39      | Italien |
| Magdalenentraube - Madlenka, Madlenka Rana, Magdalena Anzhuiskaya, Magdalena Anzhujskaya, Magdalene Angevine, Magdalenka Skora, Magdalentraube Angevine, Magdalina Anzhuiskaya |      |      | WWT, TT     | FRA | V.Vi. | Blanc dAmbre × Madeleine Royale                              | 1857  | 0       | Vereinigtes Königreich, Kanada |
| Königliche Magdalenentraube - Branco Especial, Especial Branco, Königliche Magdalenentraube, Maddaleina Royal, Maddalena Reale, Madeleine Imperiale, Madlen Blond, Madlen Korolevskaia |      |      | TT          | FRA | V.Vi. | Pinot × Schiava Grossa                                       | 1845  | 0       | Frankreich |
| Madeleine Sylvaner |      |      | WWT         |     | V.Vi. |                                                              |       | 6       | Vereinigtes Königreich, Kanada |
| Magdeleine Noire des Charentes |      |      | RWT         | FRA | V.Vi. |                                                              |       |         | |
| Magliocco Canino |      |      | RWT         | ITA | V.Vi. |                                                              |       | 679     | Italien |
| Magliocco Dolce - Marsigliana Nera |      |      | RWT         | ITA | V.Vi. |                                                              |       | 51      | Italien |
| Magyarfrankos - Magyar Frankos |      |      | RWT         | HUN | V.Vi. | Muscat Bouschet × Blaufränkisch                              | 1953  | 0       | Ungarn |
| Maiolica - Arezo, Balsamina Grossa, Gaglioppa, Gajoppa |      |      | RWT         | ITA | V.Vi. |                                                              |       | 13      | Italien |
| Maiolina |      |      | RWT         | ITA |       |                                                              |       | 0       | Italien |
| Maiskii Chernyi - Mayskiy |      |      | RWT         | MDA | V.Vi. |                                                              |       | 110     | Kasachstan |
| Malaga Blanca |      |      | TT          |     |       |                                                              |       | 54      | Thailand |
| Malagouzia - Malagousia, Malagouzia |      |      | WWT         | GRC | V.Vi. |                                                              |       | 126     | Griechenland |
| Malbec - Agreste, Ausseres, Auxerrais, Auxerrois, Cot |      |      | RWT, TT     | FRA | V.Vi. | Magdeleine Noire Des Charentes × Prunelard                   |       | 40.401  | Anbauländer Spanien, Peru, Chile, Ungarn, Republik Moldau, Rumänien, Frankreich, Schweiz, Brasilien, Italien, Türkei, USA, Argentinien, Uruguay, Südafrika, Australien, Kanada, Neuseeland |
| Malbo Gentile - Amabile, Amabile di Genova |      |      | RWT         | ITA | V.Vi. |                                                              |       | 219     | Italien |
| Mali Plavac - Plavac Mali, Babic, Babic Kasteljenac, Crljena, Crljenac, Plavac Mali Crni |      |      | RWT         | YUG | V.Vi. | Primitivo × Dobricic                                         |       |         | Kroatien |
| Malianisch - Malegue Divers |      |      | WT          | AUS | V.Vi. | Cabernet Sauvignon Mutation                                  | 1977  |         | Australien |
| Früher Gelber Malinger - Früher Malingre, Malegue Divers |      |      | WWT, TT     | FRA | V.Vi. | Bicane × Pinot                                               | 1840  | 0       | Frankreich |
| Malvar - Malvar Colchicina |      |      | WWT, TT     | ESP | V.Vi. | Heben × Planta Nova                                          |       | 3795    | Spanien |
| Malvarisco |      |      | RWT         | PRT | V.Vi. |                                                              |       | 3       | |
| Malvasia Bianca di Basilicata - Malvasia di Basilicata |      |      | WWT         | ITA | V.Vi. |                                                              |       | 32      | Italien |
| Malvasia Bianca di Candia - Malvasia, Malvasia Bianca, Malvasia Candida, Malvasia De Madere, Malvasia Fina De Madere, Malvasia Rossa, Malvasia Rossa Dei Casteli Romani, Malvazia E Kandias, Uva Cerreto, Uva Di Cerreto |      |      | WWT         | ITA | V.Vi. |                                                              |       | 9.685   | Brasilien, Portugal, Italien |
| Malvasia Bianca di Piemonte - Malvasia Bianca, Malvasia Greca, Moscatella, Moscato Greco NellAstigiano, Mosella NellAlessandrino |      |      | WWT         | ITA | V.Vi. |                                                              |       | 554     | USA |
| Malvasia Bianca Lunga - Malvasia del Chianti, Marastina |      |      | WWT         | ITA | V.Vi. |                                                              |       | 1.247   | Brasilien, Italien, Kroatien |
| Malvasia Branca de Sao Jorge |      |      | WWT         | PRT | V.Vi. |                                                              |       | 110     | Portugal |
| Malvasia Candida Roxa |      |      | WWT         |     | V.Vi. |                                                              |       | 3       | Portugal |
| Malvasia del Lazio - Malvasia Col Puntino, Malvasia Gentile, Malvasia Nostrale, Malvasia Puntinata |      |      | WWT         | ITA | V.Vi. | Muscat Of Alexandria × Schiava Grossa                        |       | 680     | Italien |
| Malvasia di Candia Aromatica - Candia, Malvagia, Malvasia, Malvasia Bianca Aromatica, Malvasia Di Alessandria, Malvasia Di Candia, Malvasia Di Candia A Sapore Moscato, Malvasia Di Candida |      |      | WWT, TT     | ITA | V.Vi. |                                                              |       | 1.208   | Italien |
| Malvasia di Casorzo - Malvasia Nera, Malvasia Nera di Casale |      |      | RWT         | ITA | V.Vi. |                                                              |       | 99      | Italien |
| Malvasía di Lipari - Malvasia di Sardegna, Malvasia Candida, Malvasia de Sitges, Malvasia Dubrovacka Bijela |      |      | WWT         | ITA | V.Vi. |                                                              |       | 113     | Spanien, Portugal, Italien, Kroatien |
| Malvasia di Sardegna - Malvasia di Sardegna, Malvasia Candida, Malvasia de Sitges, Malvasia Dubrovacka Bijela |      |      | WWT         |     | V.Vi. |                                                              |       | 3       | |
| Malvasía di Schierano |      |      | RWT         | ITA | V.Vi. |                                                              |       | 82      | Italien |
| Malvasia Fina |      |      | WWT         | PRT | V.Vi. | Heben x Alfrocheiro Preto                                    |       | 3.282   | Portugal |
| Malvasia Fina Roxa |      |      | WWT         | PRT | V.Vi. |                                                              |       | 24      | Portugal |
| Malvasia Istriana |      |      | WWT         | HRV | V.Vi. |                                                              |       |         | Italien, Kroatien, Portugal |
| Malvasia Nera di Basilicata - Malvasia Nera |      |      | RWT         | ITA | V.Vi. |                                                              |       | 39      | Italien, Argentinien |
| Malvasia Nera di Brindisi - Malvasia di Bitonto, Malvasia di Trani, Malvasia Negra, Malvasia Nera di Bari, Malvasia Nera di Candia, Malvasia Nera di Lecce, Marvasia Niura, Nurieddu Cappuciu, Zuchero Carmella |      |      | RWT, TT     | ITA | V.Vi. | Malvasia Bianca Lunga × Negro Amaro                          |       | 1.264   | Spanien, Italien |
| Malvasia Nera di Lecce - Malvasia Nera di Candia, Malvasia Nera di Lecce, Marvasia Niura, Nurieddu Cappuciu, Malvasia Negra, Malvasia Nera di Lecce, Malvasia Nera |      |      | RWT, TT     | ITA | V.Vi. | Malvasia Bianca Lunga × Negro Amaro                          |       |         | Italien |
| Malvasia Nera Lunga - Moscatella NellAlessandrina |      |      | RWT         | ITA | V.Vi. |                                                              |       | 14      | Italien |
| Malvasia Parda |      |      | WWT         |     | V.Vi. |                                                              |       | 1,5     | Portugal |
| Malvasia Preta - Pinheira Roxa |      |      | RWT         | PRT | V.Vi. | Cayetana Blanca × Alfrocheiro                                |       | 1.933   | Portugal |
| Malvasia Rasteiro - Listán de Huelva, Pinheira Roxa |      |      | WWT, TT     | PRT | V.Vi. | Arinto Do Dao × Siria                                        |       | 350     | Portugal |
| Malvasia Romana |      |      | WWT         |     | V.Vi. |                                                              |       | 0       | Portugal |
| Malvasia Rosa |      |      | WWT, TT     | ITA | V.Vi. |                                                              |       |         | Italien |
| Malvasía Rosada |      |      | WWT         | ESP | V.Vi. |                                                              |       |         | |
| Malvasia Istriana - Malvazija, Malvasia Istriana, Malvasija Istarska |      |      | WWT         |     | V.Vi. |                                                              |       | 2.788   | Italien, Kroatien, Slowenien |
| Malvia |      |      | WWT         | PRT | V.Vi. |                                                              |       | 0       | Portugal |
| Malvoisie de Lasseraz - Malvaziya Lasserazskaya |      |      | WWT         | FRA | V.Vi. |                                                              |       |         | |
| Mamaia |      |      | RWT         | ROU |       | Merlot × Babeasca Neagra × Muscat Ottonel                    |       | 0       | Rumänien |
| Mammolo - Mammolo, Fegeri, Mammola Asciutta, Mammola Minuto, Mammoli, Mammolo Asciutta, |      |      | RWT, TT     | ITA | V.Vi. |                                                              |       | 911     | Frankreich, Italien |
| Mancin - Sciaccarello |      |      | RWT         | FRA | V.Vi. |                                                              |       |         | |
| Mandilaria - Amorgiano, Amorghiano |      |      | RWT         | GRC | V.Vi. |                                                              |       | 932     | Griechenland |
| Manseng Noir - Areal, Arrouya, Caino do Freixo, Caino Freixo, Caino Redondo, Cinza, Courbu Rouge, Espadal, Espadao, Espadeiro, Espadeiro da Terra u. a. a. |      |      | RWT         | FRA | V.Vi. |                                                              |       | 29      | Spanien, Frankreich, Portugal, Argentinien |
| Manseng Petit Blanc - Escriberou, Ichiriota Zuria Tipia, Mansein, Mansein Blanc, Manseing, Mansenc Blanc, Mansenc Grisroux, Manseng Blanc |      |      | WWT         | FRA | V.Vi. |                                                              |       | 1.110   | Frankreich, Italien, USA, Argentinien |
| Manteudo Preto |      |      | RWT         | PRT | V.Vi. |                                                              |       | 11      | Portugal |
| Manteudo - Ferrol, Ferron |      |      | WWT         | PRT | V.Vi. |                                                              |       |         | |
| Manto Negro - Cabelis, Cabellis, Moll, Prensal |      |      | RWT         | ESP | V.Vi. | Callet Cas Concos × Sabate                                   |       | 311     | |
| Mantonico Bianco - Mantonico Bianco, Mantonico di Bianco |      |      | WWT         | ITA | V.Vi. |                                                              |       |         | |
| Manzoni 2- 15 - Incrocio Manzoni 2.15 |      |      | RWT         | ITA | V.Vi. | Cabernet Franc × Glera                                       |       | 86      | Spanien |
| Manzoni Bianco - Manzoni |      |      | WWT         | ITA | V.Vi. | Riesling Weiss × Pinot                                       |       | 339     | Italien |
| Manzoni Moscato |      |      | RWT         | ITA | V.Vi. | Raboso Veronese × Muscat Hamburg                             |       | 19      | Italien |
| Manzoni Rosa |      |      | WWT         | ITA | V.Vi. | Savagnin = Traminer × Trebbiano Toscano                      |       | 23      | Italien |
| Maratheftico - Marathefticon, Maratheftiko, Marathophiko, Pambakada, Pambakina, Vamvacada |      |      | RWT, TT     | CYP | V.Vi. |                                                              |       | 152     | Zypern |
| Maréchal Foch - Foch; Kuhlmann 188.2; Marschall Foch, Foch |      |      | RWT         | FRA | I. C. | Millardet Et Grasset 101- 14 O.P. × Goldriesling             | 1886  | 229     | Frankreich, Schweiz, USA, Kanada |
| Marengo - Pirovano 205, Foch |      |      | TT          | ITA | V.Vi. | Pirovano 50 × Delizia di Vaprio                              | 1925  |         | |
| Mariensteiner |      |      | WWT         | DEU | V.Vi. | Silvaner Gruen × Müller-Thurgau                              | 1951  | 2       | Deutschland |
| Marmajuelo - Bermejuela, Bremajuelo, Bremejuelo, Marmejuelo |      |      | WWT         | ESP |       |                                                              |       | 20      | Spanien |
| Marquette |      |      | RWT         | USA | I. C. | Minnesota 1094 × Ravat Noir                                  | 1989  | 166     | USA |
| Marquinhas |      |      | WWT         | PRT | V.Vi. | Fernao Pires × Sultana Moscata                               |       | 5       | Portugal |
| Mars |      |      | TT          | USA | I. C. | Island Belle × Arkansas 1339                                 | 1972  | 2       | USA |
| Marsanne - Avilleran, Avilleron, Champagne Piacentina, Ermitage, Ermitage Blanc, Ermitazh, Grosse Roussette, Hermitage |      |      | WWT         | FRA | V.Vi. |                                                              |       | 1.838   | Chile, Frankreich, Schweiz, Italien, USA, Argentinien, Uruguay, Australien, Kanada |
| Marselan - Inra 1810–1868 |      |      | RWT         | FRA | V.Vi. | Cabernet Sauvignon × Garnacha Tinta                          | 1961  | 3.941   | Ungarn, Frankreich, Brasilien, Argentinien, Uruguay |
| Marsigliana Nera |      |      | RWT, TT     | ITA | V.Vi. |                                                              |       |         | |
| Marufo - Mourisco Tinto, Crujidero Di Spagna, Falso Mourisco, Lagrima Noir, Lamego, Lobo, Malvasia, Marouco, Marufa, Marufo Roxo, Marujo, Moravia Dulce, Morisco Tinto, Moroco, Mourico, Mourisca, Mourisco, Mourisco Du Douro, Mourisco Nos Vinhos Verdes, Mourisco Preto, Mourisco Roxo |      |      | RWT, TT     | PRT | V.Vi. |                                                              |       | 4.683   | Spanien, Portugal |
| Marzemina Bianca - Champagna, Champagne, Sampagna, Sciampagna |      |      | WWT         | ITA | V.Vi. |                                                              |       | 55      | Italien |
| Marzemino - Balsamina Nera, Barzemin, Marzemina Grossa |      |      | RWT         | ITA | V.Vi. |                                                              |       | 785     | Brasilien, Italien |
| Maticha - Bou Touggala, Bou Touqqala, Chetoui |      |      | WWT, TT     | MAR | V.Vi. |                                                              |       | 257     | Argentinien |
| Matrai Muskotaly - Cs. F. 47, Matrai Muskataly |      |      | WWT         | HUN | V.Vi. | Izsaki Sarfeher × Muscat Ottonel                             | 1952  | 49      | Ungarn |
| Matrassa |      |      | RWT         | AZE | V.Vi. |                                                              |       | 28      | Kasachstan |
| Maturana Blanca - Maturana, Maturano |      |      | WWT         | ESP | V.Vi. |                                                              |       | 13      | Spanien, Italien |
| Mauzac Blanc - Aiguillon, Becquin, Bekin, Bequin, Blanc Lafitte, Blanquette, Blanquette Aventice, Blanquette de Limoux |      |      | WWT         | FRA | V.Vi. |                                                              |       | 1.526   | Frankreich |
| Mauzac Rose |      |      | WWT         | FRA | V.Vi. |                                                              |       | 27      | Frankreich |
| Mavro Naoussis - Xinomavro, Mavro Naoussis |      |      | RWT         | GRC | V.Vi. |                                                              |       | 1971    | Griechenland |
| Mavro |      |      | RWT         | GRC | V.Vi. |                                                              |       | 3.187   | Zypern |
| Mavrodaphne - Mavrodafni, Mavrodaphni |      |      | RWT         | GRC | V.Vi. |                                                              |       | 324     | Griechenland |
| Mavrotragano |      |      | RWT         | GRC | V.Vi. |                                                              |       |         | Griechenland |
| Mavrouda |      |      | RWT         | GRC | V.Vi. |                                                              |       | 1.658   | Griechenland |
| Mavroudi Arachovis |      |      | RWT         | GRC | V.Vi. |                                                              |       |         | |
| Mavrud - Kachivela, Kacivela, Karvouniaris, Katevila, Kausanskii, Kaushanskii, Marvud, Mavraki |      |      | RWT         | BGR | V.Vi. |                                                              |       | 1.193   | Bulgarien |
| Mayolet - Maiolet, Majolet Bon Vin, Majolet, Majoletto |      |      | WWT         | ITA | V.Vi. |                                                              |       | 6       | Italien |
| Mazzese - Massese, Mazzese di Parlascio, Ortese, Orzese, Rinaldesca, Rinaldessa, Rinardesca, Rinardese |      |      | RWT         | ITA | V.Vi. |                                                              |       | 57      | Italien |
| Medina - Egri Csillagok 7 |      |      | RWT         | HUN | I. C. | Eger 1 × Medoc Noir                                          | 1959  | 124     | Ungarn, Kroatien |
| Melara |      |      | WWT         | ITA | V.Vi. |                                                              |       | 1       | Italien |
| Melhorio |      |      | RWT         | PRT | V.Vi. |                                                              |       | 0       | Portugal |
| Melnik - Chiroka Melmichka Losa, Chiroka Melnichka, Melnik, Melnik 55 |      |      | RWT         | BGR | V.Vi. |                                                              |       |         | |
| Melnishka Ranna - Ranna Melnishka Loza |      |      | RWT         | BGR | V.Vi. | Siroka Melniska × Mixture Of Pollen                          |       | 249     | Bulgarien |
| Melody |      |      | WWT         | USA | I. C. | Seyval × Geneva White 5                                      | 1965  |         | |
| Melon - Melon de Bourgogne |      |      | WWT         | FRA | V.Vi. | Heunisch Weiss × Pinot                                       |       | 9.551   | Frankreich, Argentinien |
| Mencia - Jaen du Dão, Loureiro Tinto, Jaen, Jaen Tinto |      |      | RWT         | ESP | V.Vi. |                                                              |       | 11.052  | Spanien, Chile, Brasilien, Portugal |
| Mérille - Baluzat, Balouzat, Bordelais |      |      | RWT         | FRA | V.Vi. |                                                              |       | 42      | Frankreich |
| Merlese |      |      | RWT         | ITA | V.Vi. | Sangiovese × Merlot                                          |       | 8       | Italien |
| Merlot Blanc - Merlau Blanc, Merlaut Blanc, Merlot Bianco |      |      | WWT         | FRA | V.Vi. | Merlot Noir × Folle Blanche                                  |       | 46      | Frankreich |
| Merlot Noir - Merlot |      |      | RWT         | FRA | V.Vi. | Magdeleine Noire des Charentes × Cabernet Franc              |       | 266.440 | Anbauländer Spanien, Peru, Chile, Deutschland, Ungarn, Vereinigtes Königreich, Republik Moldau, Ukraine, Rumänien, Frankreich, Russische Föderation, Schweiz, Brasilien, Portugal, Algerien, Italien, Türkei, USA, Argentinien, Griechenland, Uruguay, Südafrika, Australien, Österreich, Bulgarien, Kanada, China, Kroatien, Zypern, Tschechien, Israel, Japan, Mexiko, Neuseeland, Slowenien |
| Merseguera |      |      | WWT         | ESP | V.Vi. | Heben × Planta Nova                                          |       | 2.373   | Spanien |
| Merzling |      |      | WWT         | DEU | V.Vi. | Seyval × Freiburg 379- 52                                    | 1960  | 1       | Deutschland |
| Meslier Petit - Petit Meslier |      |      | WWT         | FRA | V.Vi. | Heunisch Weiss × Savagnin = Traminer                         |       | 4       | Frankreich |
| Meslier Saint Francois - Meslier-Saint-François |      |      | WWT         | FRA | V.Vi. | Heunisch Weiss × Chenin                                      |       | 13      | Frankreich |
| Mezes Fekete - Mezes Feher, Mezes |      |      | RWT         | HUN | V.Vi. |                                                              |       | 1       | Ungarn |
| Miguel de Arco - Arcos, Arcos en Valencia, Concejon, Corcejon, Michel de Arco, Miguel del Arco, Miguelete, Miguelillo |      |      | RWT         | ESP | V.Vi. |                                                              |       | 468     | Spanien |
| Milgranet - Petite Mérille |      |      | RWT         | FRA | V.Vi. |                                                              |       | 1       | Frankreich |
| Milia |      |      | WT          | SVK | V.Vi. | Mueller-Thurgau × Tramin Cerveny                             |       | 1       | Slowakei |
| Mindelo |      |      | RWT         | PRT | V.Vi. | Bouschet Petit × Periquita × Muscat Hamburg                  |       | 1       | Portugal |
| Minella Bianca - Eppula, Minedda Bianca, Minnedda Bianca de Catane, Minnedda Ianca |      |      | WWT         | ITA | V.Vi. |                                                              |       | 19      | Italien |
| Miorita |      |      | WWT         | ROU | V.Vi. | Coarna Alba                                                  |       | 8       | Rumänien |
| Mireille |      |      | TT          | FRA | V.Vi. | Italia × Csaba Gyoengye                                      | 1972  | 0       | Frankreich |
| Misket Cherven - Karlovski Misket, Kimionka, Misket Siv, Misket Starozagorski, Misket Sungurlarski, Misket Tcherven, Miskete Tcherven, Sinja Temenuga |      |      | WWT, TT     | BGR | V.Vi. |                                                              |       | 4.349   | Bulgarien |
| Misket Varnenski |      |      | WWT         | BGR | V.Vi. | Dimyat × Riesling Weiss                                      | 1971  | 336     | Bulgarien |
| Mitschurinski - Michurinski, Mitschurinski |      |      | RWT         | RUS | I. C. | Seyanets Malengra × Amurensis                                | 1951  |         | |
| Molette |      |      | WWT         | FRA | V.Vi. | Heunisch Weiss × Gringet                                     |       | 29      | Frankreich |
| Molinara - Brepon, Breppion Scavolegno |      |      | RWT         | ITA | V.Vi. |                                                              |       | 609     | Spanien, Brasilien, Italien |
| Marufo - Abrunhal, Barrete de Padre, Brujidera, Brujidero, Mourisco, Moravia Dulce, Mourisco Roxo |      |      | RWT, TT     | PRT | V.Vi. |                                                              |       | 4.683   | Spanien, Portugal |
| Mollard - Beissier, Boissier, Chaliant, Cholion, Molar, Molard, Molard Noir |      |      | RWT         | FRA | V.Vi. |                                                              |       | 23      | Frankreich |
| Monarch - Freiburg 487-88 |      |      | RWT         | DEU | V.Vi. | Solaris × Dornfelder                                         | 1988  | 10      | Deutschland, Schweiz |
| Monastrell - Morrstel, Morvede, Mourvede, Mourvedon, Mourvedre, Alcallata, Alcayata, Pinot Fleri |      |      | RWT, TT     | ESP | V.Vi. |                                                              |       | 51.930  | Anbauländer Spanien, Chile, Rumänien, Frankreich, Tunesien, Türkei, USA, Argentinien, Uruguay, Südafrika, Australien, Kanada, Zypern |
| Monbadon |      |      | WWT         | FRA | V.Vi. | Folle Blanche × Trebbiano Toscano                            |       | 498     | USA |
| Mondet |      |      | RWT         | PRT |       |                                                              |       | 0,3     | Portugal |
| Mondeuse Blanche |      |      | WWT         | FRA | V.Vi. |                                                              |       | 7       | Frankreich |
| Mondeuse Noire - Argilliere, Begeain, Begean, Chétuan, Chintuan, Mondeuse, Mondeuse Rouge |      |      | RWT         | FRA | V.Vi. | Mondeuse Blanche × Tressot                                   |       | 287     | Frankreich, Schweiz, Italien |
| Monemvassia - Monemvasia |      |      | WWT, TT     | GRC | V.Vi. |                                                              |       | 81      | Griechenland |
| Monerac - Inra 1740-1142 |      |      | RWT         | FRA | V.Vi. | Aramon Noir × Garnacha Tinta                                 | 1960  | 3       | Frankreich |
| Monica Nera - Monica di Spagna, Monica Nera, Monica Sarda, Monica |      |      | RWT, TT     | ITA |       |                                                              |       | 1.203   | Italien |
| Monstruosa - Monstruosa de Monterrei |      |      | WWT         | ESP | V.Vi. |                                                              |       | 1       | Spanien |
| Montepulciano - Cordisco, Morellone, Primaticcio Und Uva Abruzzi, Cordisco |      |      | RWT         | ITA | V.Vi. |                                                              |       | 32.935  | Brasilien, Italien, USA, Argentinien, Neuseeland |
| Montils |      |      | WWT         | FRA | V.Vi. |                                                              |       | 165     | Frankreich |
| Montonico Bianco - Montonico |      |      | WWT, TT     | ITA |       |                                                              |       | 567     | Italien |
| Montu - Montù |      |      | WWT         | ITA | V.Vi. |                                                              |       |         | Italien |
| Monvedro - Carcajolo Noir |      |      | RWT         | PRT | V.Vi. |                                                              |       | 4       | Portugal |
| Moores Diamond |      |      | WWT         | USA | I. C. | Concord × Iona                                               |       | 24      | USA |
| Moradella |      |      | WWT         | ITA | V.Vi. |                                                              |       | 1       | Italien |
| Moravia Agria - Maravia Agria, Moravia, Moravio |      |      | RWT         | ESP | V.Vi. |                                                              |       | 22      | Spanien |
| Moreto - Arruya, Castellão |      |      | RWT         | PRT | V.Vi. | Cayetana Blanca × Alfrocheiro                                |       | 900     | Portugal |
| Morio Muskat - Morio-Muskat |      |      | WWT         | DEU | V.Vi. | Silvaner Gruen × Gelber Muskateller                          | 1928  | 440     | Deutschland, Südafrika |
| Moristel - Concejon, Juan Ibanez, Naves de Fitero, Negralejo, Tempranillo Temprano |      |      | RWT         | ESP | V.Vi. |                                                              |       | 247     | Spanien |
| Morone |      |      | RWT         |     | V.Vi. |                                                              |       | 7       | Italien |
| Morrastel Bouschet - Bojanka, Bouschet, Gros Morrastel, Gros Morras.Bous. |      |      | RWT         | FRA | V.Vi. | Carignan × Bouschet Petit                                    |       | 4       | Frankreich |
| Moscadet |      |      | WWT         | PRT | V.Vi. |                                                              |       | 3       | Portugal |
| Moscargo |      |      | RWT         | PRT | V.Vi. | Muscat Hamburg × Castelao                                    |       | 0       | Portugal |
| Moscatel Lilaz - Lilas |      |      | TT          | PRT | V.Vi. | Diagalves × Muscat Of Alexandria                             |       | 0       | Portugal |
| Moscatel Rosado - Moscatel Rosada, Muscat Rose, Pastilla, Rosada, Moscatel Rosado |      |      | WWT, TT, RT | ARG | V.Vi. |                                                              |       | 7329    | Chile, Argentinien |
| Moscatello Selvatico |      |      | WWT, TT     | ITA | V.Vi. | Bombino Bianco × Muscat Of Alexandria                        |       | 5       | Italien |
| Moscato di Scanzo |      |      | RWT         | ITA |       |                                                              |       | 53      | Italien |
| Moscato di Terracina |      |      | WWT, TT     | ITA | V.Vi. |                                                              |       | 22      | Italien |
| Moscato Embrapa - Embrapa 131 |      |      | WWT         | BRA | I. C. | Couderc 13 × July Muscat                                     | 1983  | 683     | Brasilien |
| Moscato Giallo - Goldmuskateller, Moscat, Moscatel, Moscato Cipro, Moscatel Amarilla, Muskat Zuti, Moscatel Amarillo |      |      | WWT         | ITA | V.Vi. |                                                              |       | 1.634   | Brasilien, Italien, Kroatien |
| Moscatuel |      |      | TT          | ARG | V.Vi. | Moscatel Rosado × Cardinal × Sultanina                       |       | 61      | Argentinien |
| Moschofilero |      |      | RWT         | GRC | V.Vi. |                                                              |       | 1.088   | Griechenland |
| Moschomavro - Moschato |      |      | RWT         | GRC | V.Vi. |                                                              |       | 113     | Griechenland |
| Mostosa - Abbruzzese, Ascolana, Belfortese, Biancone, Botaione, Bottara, Bottero, Bottornione |      |      | WWT, TT     | ITA |       | Ragusano × Uva Femmina                                       |       | 16      | Italien |
| Mourisco de Semente - Albino de Sousa, Albino de Souza, Mourisco, Mourisco de Braga, Tinta de Barca |      |      | RWT         | PRT | V.Vi. | Marufo × Borracal                                            |       | 61      | Portugal |
| Mourisco de Trevoes |      |      | RWT         | PRT |       |                                                              |       | 2       | Portugal |
| Mourvaison |      |      | RWT         | FRA | V.Vi. | Pougayen × Aubun                                             |       | 3       | Frankreich |
| Mourvèdre - Morrstel, Morvede, Mourvede, Mourvedon, Mourvedre, Alcallata, Pinot Fleri |      |      | RWT, TT     | ESP | V.Vi. |                                                              |       |         | Spanien, Frankreich, Australien, USA |
| Mouyssagues |      |      | RWT         | FRA | V.Vi. |                                                              |       | 0       | Frankreich |
| Mskhali - Messchaly, Messcholj, Misgaly, Mishali, Miskhali, Misqali, Misxali, Msali |      |      | WWT, TT     | ARM | V.Vi. |                                                              |       | 1093    | Armenia |
| Mtsvane Kakhuri - Mtsvane Kakhuri, Mtsvane |      |      | WWT         | GEO | V.Vi. |                                                              |       | 319     | Georgien |
| Müller-Thurgau - Riesvaner, Rivaner, Rizanec, Rizlingsilvani, Rivaner, Rizvanac, Findling |      |      | WWT         | DEU | V.Vi. | Riesling Weiss × Madeleine Royale                            | 1882  | 19.501  | Anbauländer Deutschland, Ungarn, Vereinigtes Königreich, Republik Moldau, Rumänien, Frankreich, Russische Föderation, Schweiz, Italien, Österreich, Kanada, Kroatien, Tschechien, Japan, Luxemburg, Neuseeland, Slowakei |
| Muscadelle - Angelicaut, Angelico, Blanc Cadillac, Blanche Douce, Boullience Muscat, Bouillenc Muscat, Buillenc |      |      | WWT         | FRA | V.Vi. |                                                              |       | 1.509   | Rumänien, Frankreich, Australien |
| Muscardin - Muscadin, Muscardin Noir |      |      | RWT         | FRA | V.Vi. |                                                              |       | 17      | Frankreich |
| Muscaris |      |      | WWT         | DEU | V.Vi. | Solaris × Gelber Muskateller                                 | 1987  | 4       | |
| Muskateller Schwarz, Schwarzer Muskateller - Muscat A Petits Grains Noirs, Black Frontignan, Busuioaca, Busuioaca De Bohotin, Busuioaca Roza de Bohotin, Busuoaca Neagra, Caillaba, Caillaba Noir, Cayabe, Caylor Noir Musque, Muskateller Blau, Muskateller Grau, Muskateller Schwarz, Muskateller Schwarzblau, Muskotaly Kek, Noir de Thyra, Qara Muskat, Rother Frontignan, Schmeckende Schwarz, Schwarze Schimeckende, Schwarzer Muskateller, Schwarzer Weihrauch, Tamaioasa Vanata de Bohotin, Weihrauch Schwarz |      |      | RWT, TT     | GRC | V.Vi. |                                                              |       | 107     | Portugal |
| Tamjanika Crna - Isonzo, Krajinska Tamjanika Crna, Moscata Rossa, Moscato Delle Rose Nero, Moscato Rosa, Moscato Rosa Di Madera, Moscato Rosato, Muscadel Of Roses Black, Muscat Des Roses Noir, Muscat Rose, Muskat Crveni, Muskat Ruza, Muskat Ruza Omiski, Muskat Ruza Porecki, Rosen Muskateller, Rosenmuskateller, Rosenmuskateller Blauer, Uva Rosa |      |      | RWT         | JUG | V.Vi. |                                                              |       | 119     | Frankreich, Italien |
| Muskateller Rot - Roter Muskateller, Muscat Frontignan Rouge, Muscat Frontignon, Muscat Frontinyanskiy, Muscat Gris, Muscat Pink, Muscat Red, Muscat Rouge, Muscat Rouge A Petits Grains, Muscat Rouge de Frontignan, Muscat Violet, Muscat Violet Commun, Muscat Violet Cyperus, Muscat Violet de Madere, Muscateller Rot |      |      | WWT         | GRC | V.Vi. |                                                              |       | 981     | Frankreich |
| Muscat Bailey A - Muscat Bailey |      |      | RWT, TT     | JPN | I. C. | Bailey × Muscat Hamburg                                      | 1927  | 1.821   | Brasilien, Japan, South Korea |
| Muscat Blanc Muskateller Gelb - Weisser Musckateller, Weisser Musk, Weisser Muskateller, Weissgelber, Weissgelber Muskateller, Weyrer Et Welhrauch, White Frontignac, White Frontignan, Muskat Beli, Muscat Blanc, Muscat Blanc A Petits Grains, Muscat Blanc Commun |      |      | WWT, TT     | GRC | V.Vi. |                                                              |       | 33.739  | Armenien, Österreich, Brasilien, Australien, Frankreich, Griechenland, Ungarn, USA, Italien, Spanien, Südafrika, Portugal u. a. |
| Muscat Bleu |      |      | TT          | CHE | I. C. | Garnier 15-6 × Perle Noire                                   |       |         | Schweiz |
| Muscat of Alexandria - Moscatel Graudo, Muscat D′Alexandrie, Zibibbo, Muscat Gordo Blanco, Malaga, Moscatel de Malaga, Moscato de Alexandria, Moscatel Graudo, Moscatel de Alejandria |      |      | WWT, TT, RT | GRC | V.Vi. | Gelber Muskateller × Heptakilo                               |       | 34.805  | Spanien, Chile, Frankreich, Brasilien, Portugal, Marokko, Italien, USA, Argentinien, Südafrika, Australien, Zypern, Israel |
| Muscat d’Eisenstadt - Caillaba, IngramS Hardy, IngramS Hardy Prolific Muscat, Ingrams, Muscat Caillaba, Muscat DEisenstadt, Muscat Gros Noir Hatif, Muscat Ingram, Muscat Ingram Prolific, Muscat IngramS, Muscat Ingranis, Muscat Rustique Prolifique de Ingram, Muskateller Schwarzblau, Prolific Muscat |      |      | RWT, TT     | GBR | V.Vi. |                                                              |       |         | |
| Muscat de Yaloven |      |      | WWT         | MDA | I. C. |                                                              |       | 3       | Republik Moldau |
| Muscat fleur d’oranger - Muscat Orange |      |      | WWT, TT     | FRA | V.Vi. | Gelber Muskateller × Chasselas Blanc                         |       | 299     | USA |
| Muscat Hamburg - Muskat-Trollinger, Black Hamburg (Usa), Black Muscat, Black Muscat Of Alexandria, Blauer Hamburger Muskat, Frankenthal, Golden Hamburg, Muscat Orange |      |      | RWT, TT     | GBR | V.Vi. | Schiava Grossa × Muscat of Alexandria                        | 1850  | 7.680   | Spanien, Deutschland, Ungarn, Frankreich, Russische Föderation, Italien, USA, Uruguay, Kroatien, Serbia |
| Muscat of Alexandria Red - Red Hanepoot |      |      | WWT, TT     | ZAF | V.Vi. |                                                              |       | 3       | Südafrika |
| Muscat précoce de Saumur - Blanc Precoce Musque De Courtiller, Courtiller Musque, Courtiller Precoce, Courtillier Muskat, Early Saumur Frontignan, Kurtie, Kurtile Rannii, Madeleine Musque De Courtillier, Mouskat Soumjur, Muscat De Courtiller, Muscat De Saumur, Muscat Precoce De Courtiller |      |      | TT          | FRA | V.Vi. | Pinot × Gelber Muskateller                                   | 1842  |         | |
| Muscat Rose |      |      | WWT         |     | V.Vi. |                                                              |       | 227     | Kasachstan |
| Muscat Swenson - Es 8-2-43, Muscat de Swenson, Muscats |      |      | WWT         | USA | I. C. | Riparia × Varousset                                          |       | 25      | USA, Kanada |
| Muscat Violet |      |      | RWT         |     | V.Vi. | Kaiji (=Flame Tokay × Neo Muscat) × Muscat Of Alexandria Red |       | 27      | Kasachstan |
| Muskat Moravsky |      |      | WWT         | CZE | V.Vi. | Muskat-Ottonel × Prachttraube                                | 1987  | 513     | Tschechien, Slowakei |
| Muscat Ottonel - Muskat Otonel, Muskat Ottonel, Moscato Ottonel |      |      | WWT, TT     | FRA | V.Vi. | Chasselas Blanc × Ingram"S Muscat                            | 1839  | 12.464  | Anbauländer Deutschland, Ungarn, Republik Moldau, Rumänien, Frankreich, Russische Föderation, Italien, Uruguay, Südafrika, Österreich, Bulgarien, Kroatien, Tschechien, Slowakei |
| Mustoasa de Maderat |      |      | WWT         | YUG | V.Vi. |                                                              |       | 282     | Rumänien |